# شعيرية متوجة
شعيرية متوجة (الاسم العلمي: Leptothrix lopholea) هي نوع من البكتيريا، سلبية الغرام، تتبع الشعيريات (جرثومات).